# Cyrthermannia stellata
Cyrthermannia stellata är en kvalsterart som beskrevs av Balogh 1970. Cyrthermannia stellata ingår i släktet Cyrthermannia och familjen Nanhermanniidae. Inga underarter finns listade i Catalogue of Life.